# Mandelblommefjädermott
Mandelblommefjädermott Stenoptilia pelidnodactyla är en fjärilsart som beskrevs av Stein 1837. Mandelblommefjädermott ingår i släktet Stenoptilia och familjen fjädermott (Pterophoridae). Inga underarter finns listade i Catalogue of Life.

## Kännetecken
Vingbredd 16–25 mm. Framvingarna är brungrå, vid bakkanten gulgrå med längsrader av svarta och vita fjäll. Vid klyvningen finns en utdragen svart fläck samt ett svart streck på mitten av vingen. Bakvingarna är mörkbruna. 

## Liknande arter
Arten skiljer sig från ängsväddsfjädermott, Stenoptilia bipunctidactyla, genom att fläcken vid klyvningen är starkt utdragen samt att framfliken saknar vit tvärlinje. 

## Levnadssätt
Fjärilen flyger allmänt på torra och steniga ängsmarker. 

## Flygtid
Från juni till och med juli.  

## Biologi
Larven är brunaktig med ljusa vårtor samt tätt beströdd med vita borst. Huvudet är svart. Den lever i blommor och frön av främst Mandelblomma (Saxifraga granulata), förpuppning på stjälken. 

## Näringsväxter
Bräckor (Saxifraga).

## Utbredning
Påträffad från Skåne till Jämtland. I övriga Norden finns den i Danmark, södra Norge och Finland.